# Революция 1930 года в Бразилии
Революция 1930 года в Бразилии (порт. Revolução de 1930) — военный переворот, совершенный в октябре-ноябре 1930 года в Бразилии. Революция завершилась свержением президента Бразилии Вашингтона Луиса и приходом к власти Жетулиу Варгаса в качестве временного президента.

## Предпосылки революции

### Кризис и противостояние в стране
В 1929 году Бразилию охватил экономический кризис, причинивший огромный урон экономике государства. Резко опустились цены на бразильский кофе, сократился уровень промышленного производства, а многие жители, как городские, так и деревенские, потеряли работу, оставшись без средств к существованию. Экономический кризис вызвал рост классовых противоречий и разногласий в бразильском обществе: рабочие устраивали забастовки, выражая недовольство правлением «кофейной» олигархии и требуя радикальных перемен. Пик разногласий пришёлся на этап подготовки к президентским выборам, которые были назначены на 1 марта 1930 года.
В начале 1930 года была нарушена традиционная договорённость между штатами Сан-Паулу и Минас-Жерайс о последовательном чередовании кандидатов, выдвигаемых на пост президента Бразилии, более известная как «Политика кофе с молоком». Тогдашний президент Вашингтон Луис Перейра ди Соза, выдвинутый в 1926 году от Сан-Паулу, отказался назвать кандидатуру своего преемника от Минас-Жерайса, каковым должен был стать губернатор штата Антониу Карлус Рибейру ди Андрада. При этом президент сослался на то, что в условиях Великой депрессии, охватившей мировую экономику, правительство должно пойти на экстраординарные меры для исправления положения, и роль главы государства в таких условиях он доверяет губернатору Сан-Паулу Жулиу Престису. В связи с этим накануне президентских выборов в Бразилии образовались две враждебные по отношению друг к другу политические группировки: Консервативная концентрация, защищавшая интересы плантаторов, и Либеральный альянс, представлявший городскую буржуазию.
По результатам выборов президентом стал Жулиу Престис, победивший с 1 091 тысячами голосов против 742 тысяч у кандидата от оппозиции Жетулиу Варгаса. Президентские выборы раскололи страну надвое. Потерпевший поражение кандидат от оппозиции Варгас, возглавлявший штат Риу-Гранди-ду-Сул, создал Либеральный альянс, в который вошли представители гражданской оппозиции и молодые офицеры, главным образом, участники тенентистских восстаний 1920-х годов. Объявив о своей «победе», представители альянса обвинили правительство в фальсификации и начали подготовку к вооружённому восстанию.

### Реакция социалистов

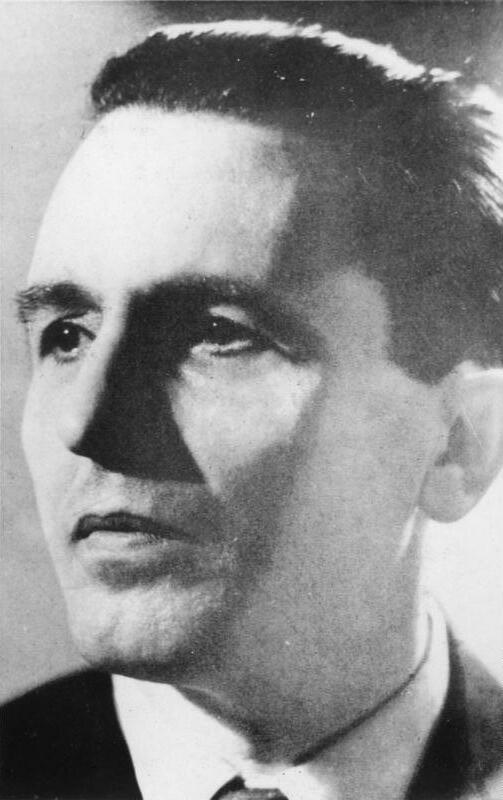
Луис Карлос Престес

10 мая 1930 года в Буэнос-Айресе состоялось совещание бразильских революционеров-эмигрантов. Выступавший на нём Луис Карлос Престес заявил о недопустимости участия социалистов в борьбе совместно с либералами. По его словам, революционеры должны были действовать самостоятельно, требуя глубоких социально-экономических преобразований в Бразилии. Однако остальные участники совещания выступили против этого предложения, отстаивая старую политическую линию. В лагере революционеров произошёл раскол.
29 мая Престес опубликовал «Майский манифест», в котором обращался к рабочим и крестьянам Бразилии, призывая их к борьбе и принесению жертв во имя коренных изменений в государстве. В манифесте подвергалась критике ограниченная программа Либерального альянса, по мнению Престеса, не соответствовавшая интересам трудящихся. Ей противопоставлялась программа «подлинно народной революции», которая должна была избавить Бразилию от крупного землевладельчества и влияния англо-американских империалистов. Обосновывая свои требования, Престес писал:
Мы боремся за полное освобождение сельских трудящихся от всякой феодальной и колониальной эксплуатации, за безвозмездную передачу земли тем, кто её обрабатывает. Мы боремся за освобождение Бразилии от ига империализма, за конфискацию и национализацию транспорта, коммунальных предприятий, шахт и банков, за отмену всех внешних долгов! Мы боремся за создание правительства, сформированного из трудящихся города и деревни, которое будет содействовать развитию революционного движения в других странах Латинской Америки и окажется способным уничтожить все привилегии господствующих классов и поддержать программу революции. Так мы победим!

### Последние приготовления
В конце июня секретарь по внутренним делам правительства штата Риу-Гранди-ду-Сул Освалду Аранья, активно выступавший за вооружённое свержение правительства Вашингтона Луиса и поддерживавший тесные связи с заговорщиками, подал в отставку. Своё решение он мотивировал невозможностью продолжения сопротивления под началом такого слабого лидера, каким, по его представлению, был Жетулиу Варгас.
26 июля 1930 года в Ресифи был убит кандидат в вице-президенты Бразилии от Либерального альянса, ближайший соратник Варгаса Жуан Песоа - губернатор бразильского штата Параиба. Несмотря на то, что убийство так и не было раскрыто, оно вызвало огромный резонанс в обществе и спровоцировало всплеск массовых выступлений против властей. Альянс начал мобилизацию своих сил.

## Революция

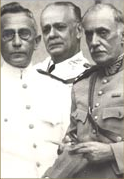
Члены Хунты 1930 года: Норонья, Фрагозу, Баррету

Примерно за два месяца до регламентированного окончания полномочий Вашингтона Луиса (15 ноября) антиправительственные выступления значительно усилились. Восстание официально началось 3 октября, и в тот же день сразу в 8 штатах были свергнуты лояльные правительству губернаторы. На следующий день в трёх штатах страны — Риу-Гранди-ду-Сул, Санта-Катарина и Парана — было введено военное положение.
10 октября Жетулиу Варгас и его ближайшие соратники выехали поездом в тогдашнюю столицу Бразилии, Рио-де-Жанейро. Правительственные войска получили задание остановить Варгаса, перекрыв дороги на Рио-де-Жанейро. В результате этого в Кватигви, на границе штатов Сан-Паулу и Парана, произошёл ряд столкновений между правительственными и революционными силами. Крупное сражение между ними могло состояться в Итараре, но этому помешали события, произошедшие в столице государства: 23 октября столичный гарнизон восстал, вынудив президента Луиса покинуть свой пост, а на следующий день, 24 октября, генералы Тасу Фрагозу и Мена Баррету, а также адмирал Исайас ди Норонья, создали военную хунту. Их триумвират вошёл в историю как хунта 1930 года и номинально управлял Бразилией до 3 ноября того же года, когда в столицу прибыли повстанческие войска во главе с «верховным вождём революции» Жетулиу Варгасом, официально принявшим полномочия временного президента.
На следующий день после прибытия Варгаса в Рио-де-Жанейро в городе было сформировано временное правительство Бразилии. В государстве началась Эра Варгаса, продолжавшаяся до 1945 года.